# Портной, Рахмил Маркович
Рахми́л (Рахми́ль) Ма́ркович Портно́й (рум. Ramil Portnoi — Рамил (Рамиль) Портной; 11 января 1908, Варзарешты, Кишинёвский уезд, Бессарабская губерния — 18 декабря 1965, Кишинёв) — молдавский советский драматург, литературовед, педагог, филолог и литературный критик.

## Биография
Родился в селе Варзарешты Кишинёвского уезда Бессарабской губернии (ныне Ниспоренский район Молдовы) в 1908 году. После окончания Черновицкого университета работал учителем в школе. В 1945 году поселился в Кишинёве и начал работать в журнале «Октомбрие» (Октябрь).
Дебютировал одноактными пьесами «Дупэ статут» (По уставу) и «Фата ку зестре» (Девушка с приданым) в 1951 году. За ними последовали многоактные пьесы «Кынтекул Лэпушницей» (Песня Лэпушняцы, 1952), «Пэсэруйчь незбурэтоаре» (Нелетающие птички, 1957) и другие, которые ставились молдавскими театрами республики. Литературно-критические статьи Портного, посвящённые современной и классической молдавской литературе публиковались в различных периодических изданиях; отдельными книгами вышли «Ион Крянгэ» (на молдавском языке — 1955, на русском языке — 1957), «Андрей Лупан» (на молдавском языке — 1958, на русском языке — 1959), «Анализ и оценки» (Анализе ши апречиерь, 1959), «Критические отклики» (Екоурь критиче, 1963), «Критические статьи» (Артиколе критиче, 1966).
Р. М. Портной перевёл на молдавский язык пьесы «Егор Булычёв и другие» Максима Горького, «Вишнёвый сад» А. П. Чехова (1954), «Гроза» А. Н. Островского, «Мещанин во дворянстве» Мольера, а также опубликованные отдельными книгами «Повести» (1949) и «Севастопольские рассказы» (1952) Л. Н. Толстого, «Дубровский» А. С. Пушкина (с З. С. Сэпунару, 1951 и 1961), «Тихий дон» М. А. Шолохова (1955, с А. А. Козмеску).
Автор учебников и хрестоматий по молдавской литературе для 9 и 10 классов средней школы, один из авторов энциклопедического издания «Молдавская советская литература» (1958) и «Очерка истории молдавской советской литературы» (1963).
Похоронен на Кишинёвском еврейском кладбище.

## Награды
- Медаль «За трудовую доблесть» (8 июня 1960 года) — за выдающиеся заслуги в развитии молдавского искусства и литературы и в связи с декадой молдавского искусства и литературы в гор. Москве[3].

## Книги

### В переводах
- Портной Р. М. Ион Крянга. Госиздат Молдавии: Кишинёв, 1957.
- Портной Р. М. Андрей Лупан. Пер. Г. Перова. Картя молдовеняскэ: Кишинёв, 1959.
- Портной Р. М. Нелетающие птички, пьеса в 3-х действиях, 8-ми картинах. Искусство: Москва, 1960.
- Портной Р. М. Tardunud linnukesed: näidend 3 vaatuses, 8 pildis (Нелетающие птички, на эстонском языке). Eesti NSV Rahvaloomingu Maja: Таллин, 1960.[4][5]

### На молдавском языке
- Cîntecul lăpuşniţei (Masivul nostru): Piesă în 4 acte (6 tablouri). Кишинёв: Госиздат Молдавии, 1953.
- Ion Creangă. Кишинёв: Госиздат Молдавии, 1955; Кишинёв: Картя молдовеняскэ, 1960 и 1966.
- Păsăruici nezburătoare: Piesă în 3 acte (8 tablouri). Кишинёв: Госиздат Молдавии, 1957.
- Dramaturgia moldovenească: Antologie (с Александру Козмеску). Кишинёв: Госиздат Молдавии, 1957. — 651 с.
- Andrei Lupan. Кишинёв: Госиздат Молдавии, 1958.
- Analize şi aprecieri. Кишинёв: Картя молдовеняскэ, 1959. — 222 с.
- Omagiu lui Eminescu: Articole închinate comemorării a 70 de ani de la moartea poetului. Кишинёв: Картя молдовеняскэ, 1959.
- Omagiu lui Ion Creangă. Кишинёв: Картя молдовеняскэ, 1963.
- Ecouri critice. Кишинёв: Картя молдовеняскэ, 1963.
- Articole critice. Кишинёв: Картя молдовеняксэ, 1966.
- Piese. Кишинёв: Картя молдовеняксэ, 1968. — 460 с.
- Pagini alese (Паӂинь алесе — избранные произведения). Кишинёв: Литература артистикэ, 1977.

### Учебники
- Literatura moldovenească a veacului 19-lea: Manual-crestomaţie pentru cl. a 9-a a şcolii mijlocii moldoveneşti. Кишинёв: Шкоала советикэ, 1950, 1951, 1952, 1953, 1954. — 301 с.
- Pagini din literatura Europei de asfinţit: Materiale ajutatoare pentru cl. a 9-a a şcolilor moldoveneşti. Кишинёв: Шкоала советикэ, 1954. — 97 с.
- Literatura moldovenească: Crestomaţie pentru cl. a 9-a a şcolii mijlocii moldoveneşti. Кишинёв: Шкоала советикэ, 1956, 1957, 1958, 1959. — 453 с.
- Literatura sovietică moldovenească: Manual pentru cl. 10. Кишинёв: Картя молдовеняскэ, 1957, 1959, 1961, 1962, 1963 (7-е изд.). — 264 с.
- Literatura moldovenească: Manual pentru cl. 9 (с Фроимом Левитом). Кишинёв: Картя молдовеняскэ, 1959. — 254 с.
- Literatura moldovenească. P. 3: Manual pentru şcoala medie. Кишинёв: Картя молдовеняскэ, 1965. — 212 с.
- Literatura moldovenească. P. 2: Manual pentru şcoala medie (с Фроимом Левитом). 2-е изд. Кишинёв: Картя молдовеняскэ, 1965. — 253 с.
- Literatura moldovenească: Manual pentru şcoala medie. Vol. 1. P. 3 (с Фроимом Левитом). 8-е изд. Кишинёв: Картя молдовеняскэ, 1965. — 212 с.